# 1928 en Ontario
Chronologie de l'Ontario
- 1924
- 1925
- 1926
- 1927
- 1928
- 1929
- 1930
- 1931
- 1932

Cette page concerne des événements d'actualité qui se sont produits durant l'année 1928 dans la province canadienne de l'Ontario.

## Politique
- Premier ministre :  Howard Ferguson (Parti conservateur)
- Chef de l'Opposition: W. E. N. Sinclair (Parti libéral)
- Lieutenant-gouverneur: William Donald Ross (en)
- Législature: 17e (en)

## Naissances
- 2 janvier : Avie Bennett (en), homme d'affaires.
- 16 février : Les Costello (en), joueur de hockey sur glace († 10 décembre 2002).
- 26 février : Donald Davis (en), acteur († 23 janvier 1998).
- 9 mars : Gerald Bull, ingénieur († 22 mars 1990).
- 30 avril : Hugh Hood (en), romancier († 1er août 2000).
- 9 mai : Barbara Ann Scott, patineuse artistique († 30 septembre 2012).
- 17 juillet : Robert Nixon (en), 3e vice-premier ministre de l'Ontario.
- 2 juin : George Wearring, joueur de basket-ball († 3 mars 2013).
- 3 novembre : Gary Lautens (en), humoriste († 1er février 1992).
- 21 décembre : Clayton Kenny (en), boxeur († 29 juin 2015).
- 28 décembre : Moe Koffman (en), musicien et compositeur († 28 mars 2001).
- 29 décembre : Norman Cafik, député fédéral de l'Ontario (1968-1979) († 30 septembre 2016)..